# 倫根塔勒魏瑟科格爾山

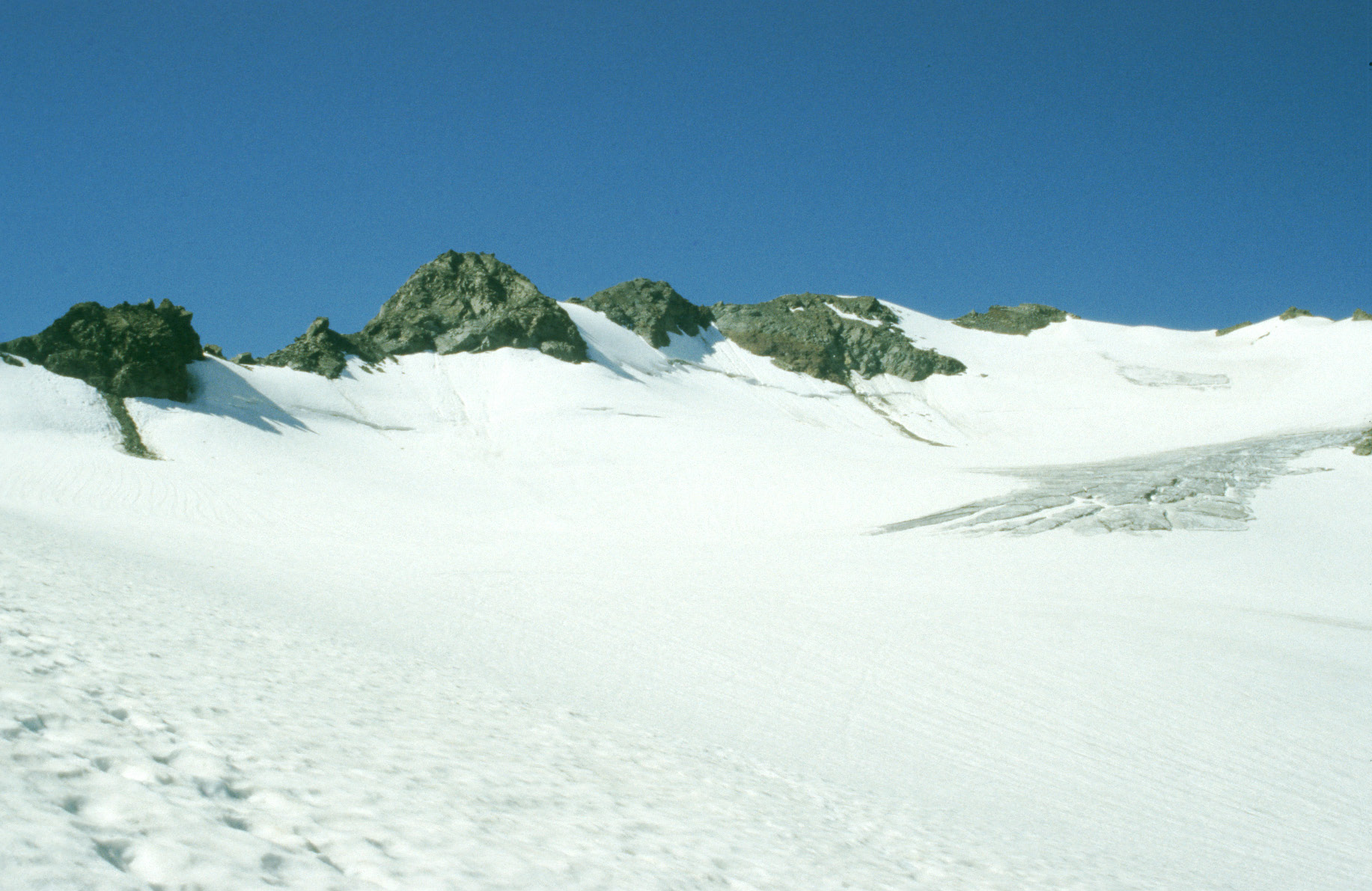

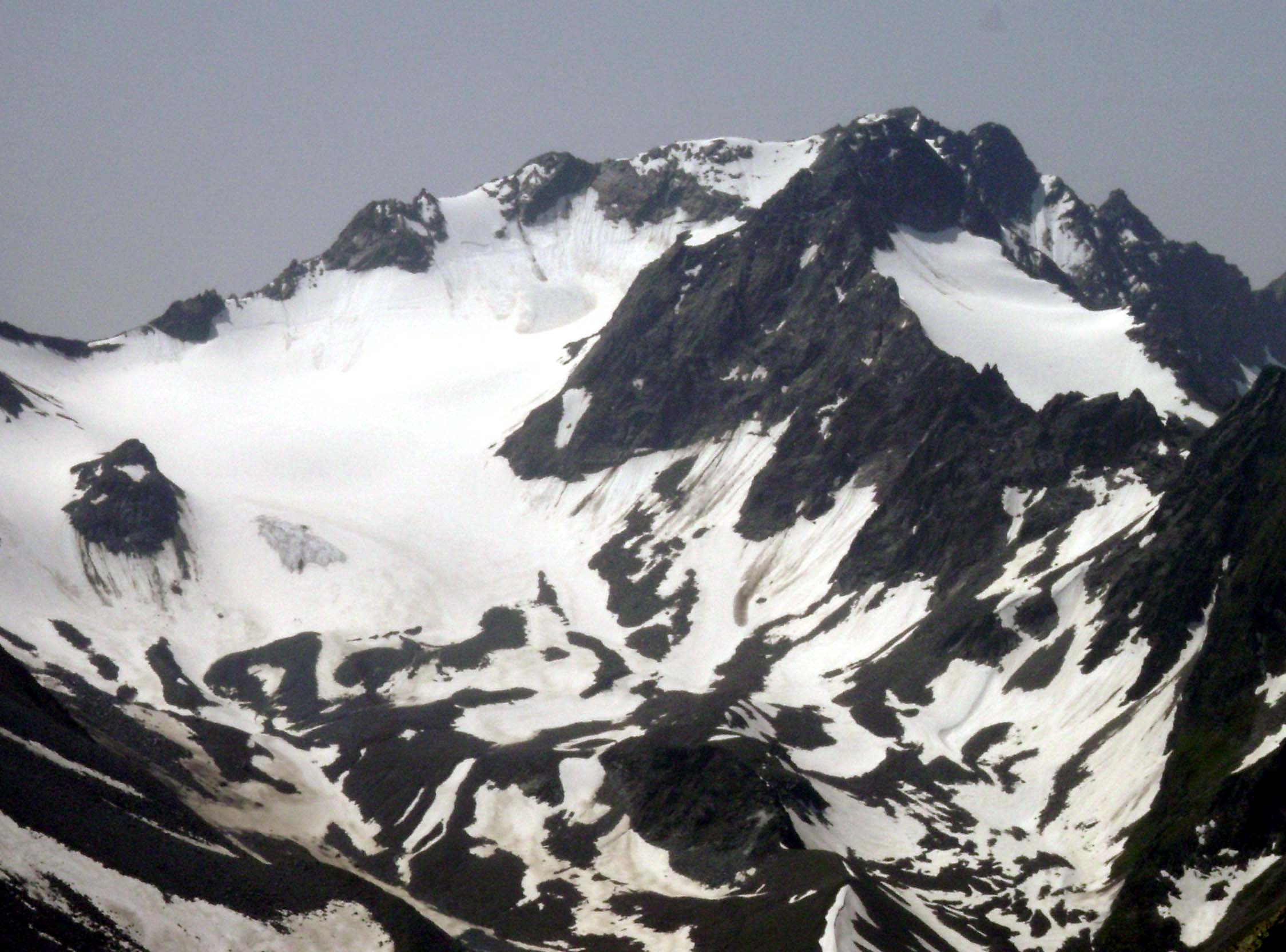

47°04′12″N 11°05′10″E / 47.070063°N 11.086063°E
倫根塔勒魏瑟科格爾山（德語：Längentaler Weißer Kogel），是奧地利的山峰，位於該國西部，由蒂羅爾州負責管轄，屬於斯圖拜阿爾卑斯山脈的一部分，海拔高度3,217米，人類在1888年首次登頂。